# Reset (Negrita)
Reset è il quarto album in studio del gruppo musicale italiano Negrita, pubblicato il 28 gennaio 1999 dalla Black Out.

## Descrizione
Registrato presso l'Hollywood Garage, presenta sonorità più britanniche ed elettroniche. Il primo singolo estratto, Mama maé, è stato inserito nella colonna sonora realizzata dal gruppo per il film Così è la vita del trio comico Aldo, Giovanni e Giacomo.
L'album è presente nella classifica dei 100 dischi italiani più belli di sempre secondo Rolling Stone Italia alla posizione numero 77.
In occasione dei vent'anni dall'uscita dell'album, nel 2019 il gruppo ha pubblicato il cofanetto Reset 20th Anniversary, composto dall'album originale con tre bonus track e un CD con la colonna sonora del film Così è la vita del trio comico Aldo, Giovanni e Giacomo.

## Tracce
1. Mama maé – 4:16
2. Negativo – 4:02
3. Provo a difendermi – 4:52
4. In ogni atomo – 5:17
5. Hollywood – 5:22
6. Pape satàn – 1:07
7. Transalcolico – 4:38
8. Life – 4:55
9. Fragile – 4:42
10. Halleluia – 3:28
11. Tk.064 – 1:51
12. Cuore di cemento – 3:21

## Formazione
Gruppo
- Paolo Bruni – voce, armonica
- Enrico Salvi – chitarra, voce
- Cesare Petricich – chitarra
- Franco Li Causi – basso
- Roberto Zamagni – batteria

Altri musicisti
- Fabrizio Simoncioni – cori, tastiera
- Gianluca Valdarnini – tastiera
- Laura Falcinelli – cori (traccia 1)
- Antonio Aiazzi – tastiera (tracce 3 e 8)

## Classifiche
| Classifica (1999) | Posizione massima |
| ----------------- | ----------------- |
| Italia            | 3                 |